# Saraya Ansar al-Aqeeda
Saraya Ansar al-Aqeeda (سرايا انصار العقيده, Les « Compagnies des défenseurs du dogme ») est une milice islamiste chiite irakienne.

## Fondation
Saraya Ansar al-Aqeeda est formé en juin 2014 par des miliciens chiites irakiens partis combattre en Syrie en 2012, avant de revenir en Irak lors des offensives de l'État islamique en 2014.

## Affiliations
Saraya Ansar al-Aqeeda est affilié au Conseil suprême islamique irakien. Il intègre également les Hachd al-Chaabi, formées en Irak le 15 juin 2014. Il est également proche de Saraya Ashura, une autre milice chiite du Conseil suprême islamique irakien.

## Idéologie
Saraya Ansar al-Aqeeda est islamiste chiite et nationaliste irakien. Il reconnaît l'autorité religieuse de l'ayatollah Ali al-Sistani, qui contrairement aux milices chiites parrainées par l'Iran, refuse l'instauration en Irak d'un gouvernement islamique chiite fondé sur le Velayat-e faqih,. Le chef de la milice tient cependant régulièrement des discours favorables à l'Iran,.

## Effectifs et commandement
En 2016, Saraya Ansar al-Aqeeda compte 1 500 à 3 000 hommes, divisés en deux brigades : la 28e et la 66e,. Elle est commandée par le cheikh Jalal al-Din al-Saghir. La milice est également réputée pour ses ateliers de fabrication de véhicules blindés artisanaux.

## Actions
Lors de la seconde guerre civile irakienne, Saraya Ansar al-Aqeeda participe à la bataille de Jourf al-Sakhr, à la bataille de Tikrit, à la bataille de Baïji et à la bataille de Mossoul,.

## Soutiens
Saraya Ansar al-Aqeeda est soutenu par l'Iran qui lui fournit de l'armement.